# Chinyero
Ne doit pas être confondu avec Chinyere.
Le Chinyero est un volcan de Tenerife (îles Canaries, Espagne), situé 11,5 km à l'ouest du Teide sur le territoire de la commune de Santiago del Teide. Il culmine à 1 552 m d'altitude.
Le Chinyero est un volcan monogénique, dont l'unique éruption s'est déroulée du 18 au 27 novembre 1909. C'est l'éruption la plus récente de Tenerife.

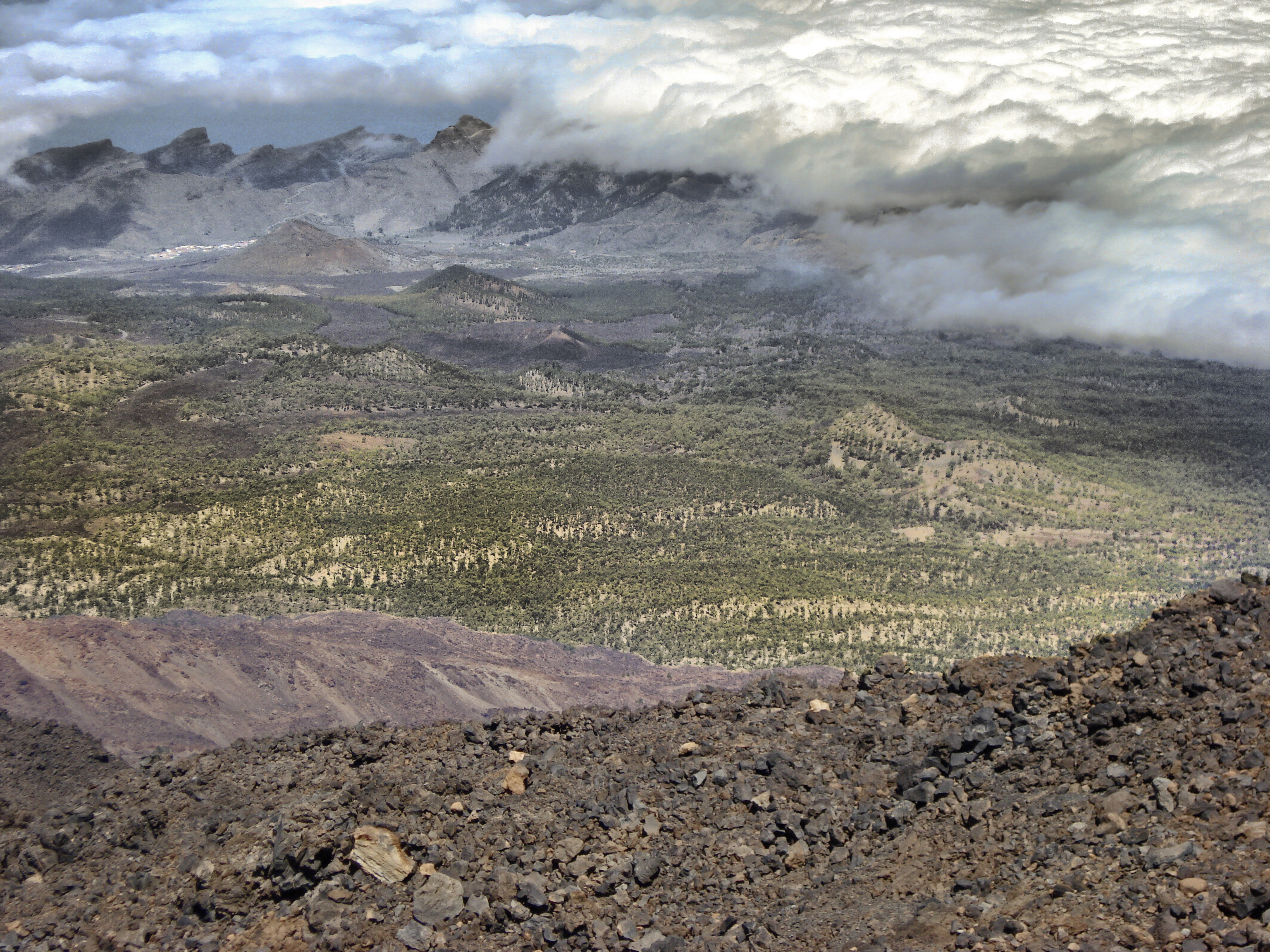
Le Chinyero, vu du Teide.
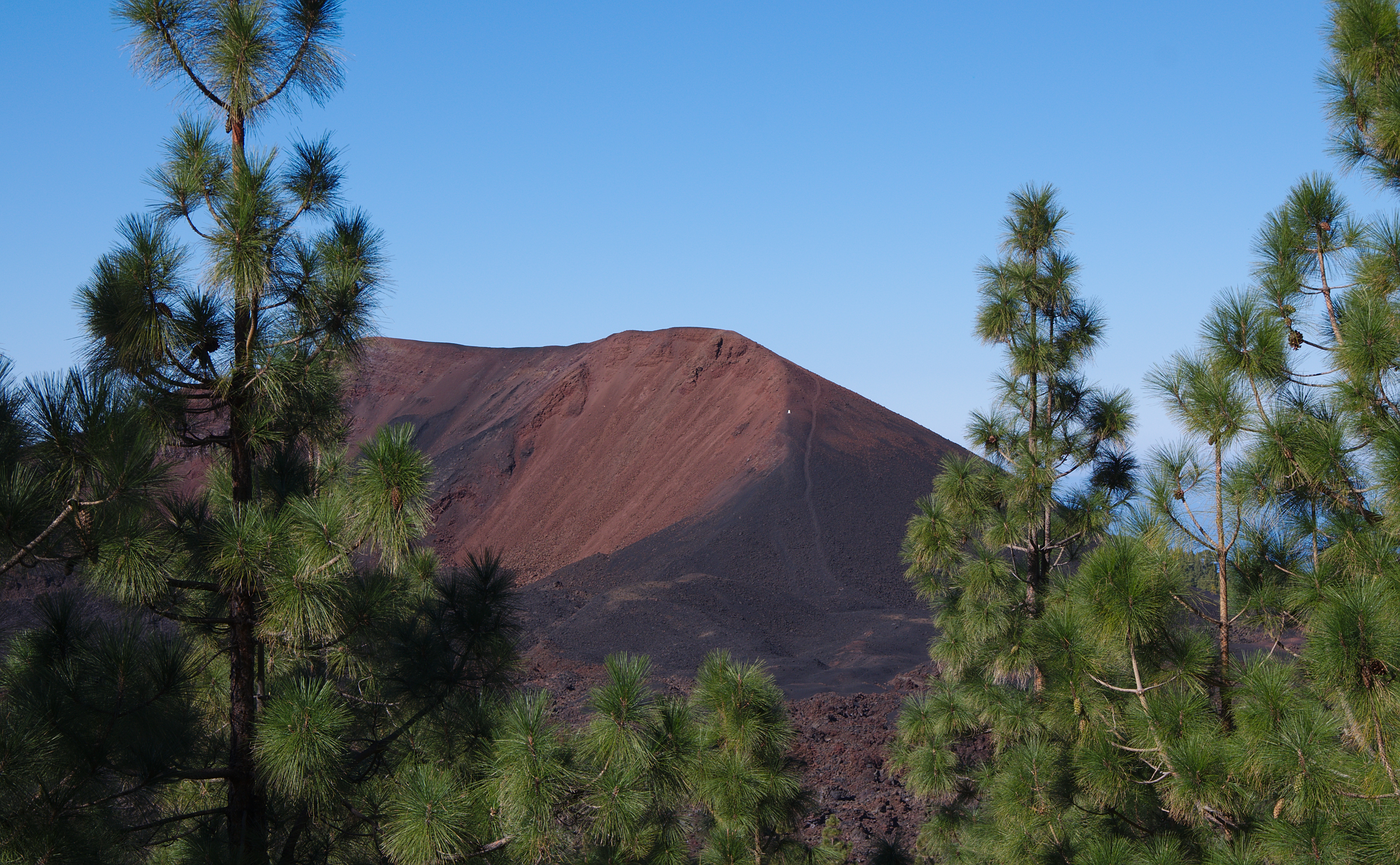
Le Chinyero, vu du sud.

## Éruption de novembre 1909
L'éruption a commencé le 18 novembre 1909 le long d'une fissure nouvellement ouverte sur le rift nord-ouest de Santiago. Cette éruption fissurale est bien documentée par des témoins oculaires et des scientifiques, mais on manque de données sur la phase de haute énergie à l'origine des émissions les plus importantes de cendres et de lapilli, au début de l'éruption. L'étude des dépôts et l'analyse des témoignages permet cependant une reconstruction précise : l'éruption a été alimentée par une seule poche de magma de composition homogène, qui est montée rapidement à travers la croûte et a produit une activité explosive de type strombolien, pulsée et assez violente dans les premières phases. Cette activité a engendré de fortes retombées de cendres et de lapilli sur tout le secteur nord de l'île, et construit un cône de scories haut d'environ 80 m. La puissance de l'activité explosive a diminué après trois jours, laissant place à une faible activité explosive strombolienne qui a complété l'accumulation des produits pyroclastiques. Cette éruption de 1909 est considérée comme représentative de l'activité de rift sur Tenerife, qui constitue un danger réel pour les habitants.